# Xestia basistriga
Xestia basistriga är en fjärilsart som beskrevs av Yoshimoto 1995. Xestia basistriga ingår i släktet Xestia och familjen nattflyn. Inga underarter finns listade i Catalogue of Life.